# 燥原荠属
燥原荠属（学名：Ptilotrichum）是十字花科下的一个属，为半灌木植物。该属共有12种，分布于地中海及中亚地区。